# Södra Lidingöstråket
Södra Lidingöstråket är ett promenadstråk och en vandringsled  i Stockholms län med en total längd på cirka 18 km. Stråket är ett av 19 Gångstråk Stockholm och sträcker sig från Gåshaga brygga på Lidingö till Stortorget i Gamla stan. På sin sträckning leder stråket genom bland annat Långängen-Elfviks naturreservat och förbi Kottlasjön samt Millesgården. Man passerar Gamla Lidingöbron, går genom Värtahamnen och över Ladugårdsgärdet samt längs med hela Strandvägen. Ytterligare ett gångstråk börjar på Lidingö och slutar i Gamla stan (se Norra Lidingöstråket).
Södra Lidingöstråket ansluter till Lidingöbanan, tunnelbanans Röda linjen och Spårväg City. Stockholms stad har givit varje stråk ett passande motto. För Södra Lidingöstråket lyder det: Från lantliga Lidingö till stadspromenad på Strandvägen.

## Sträckning

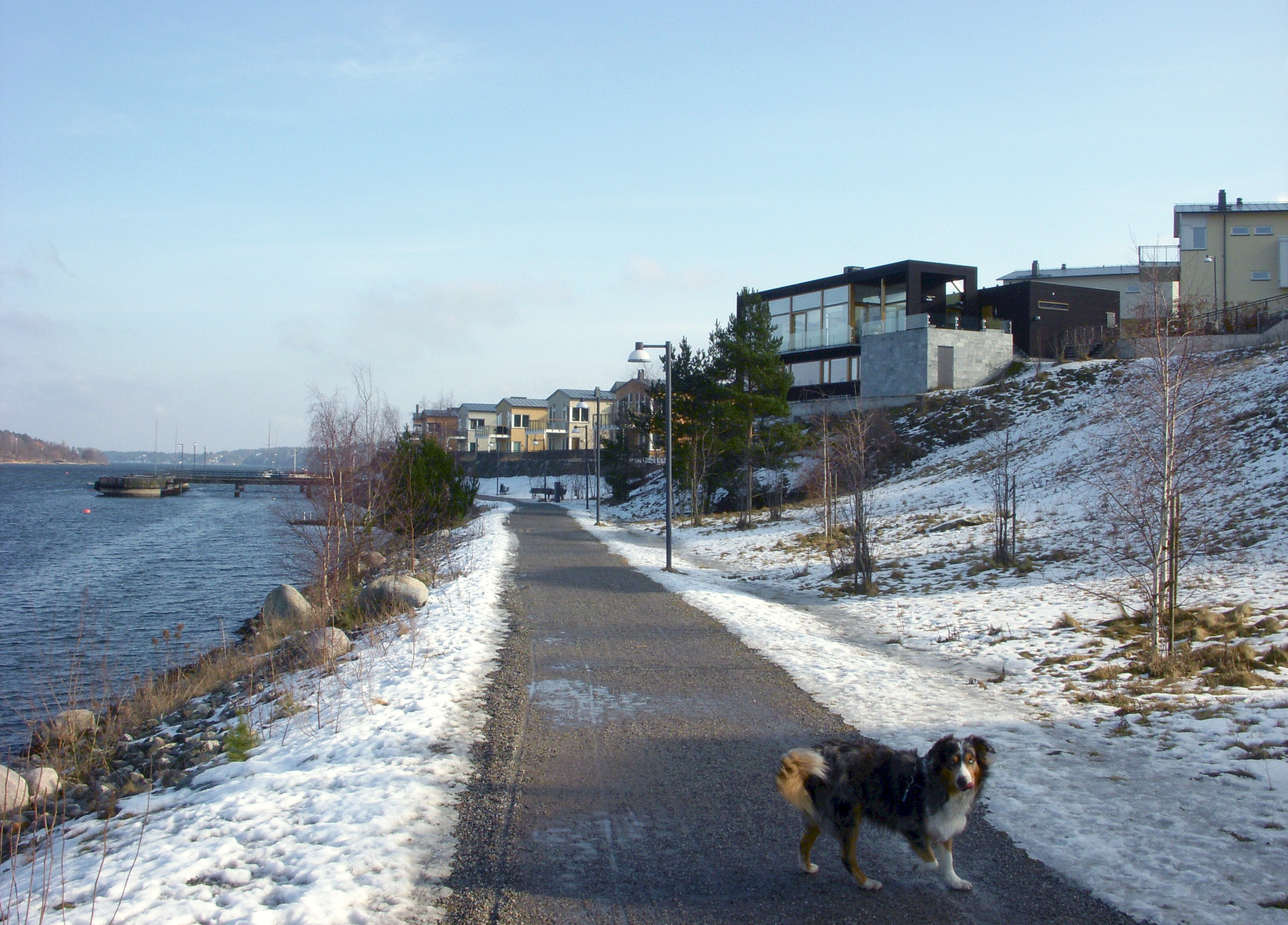
Start: Gåshaga.

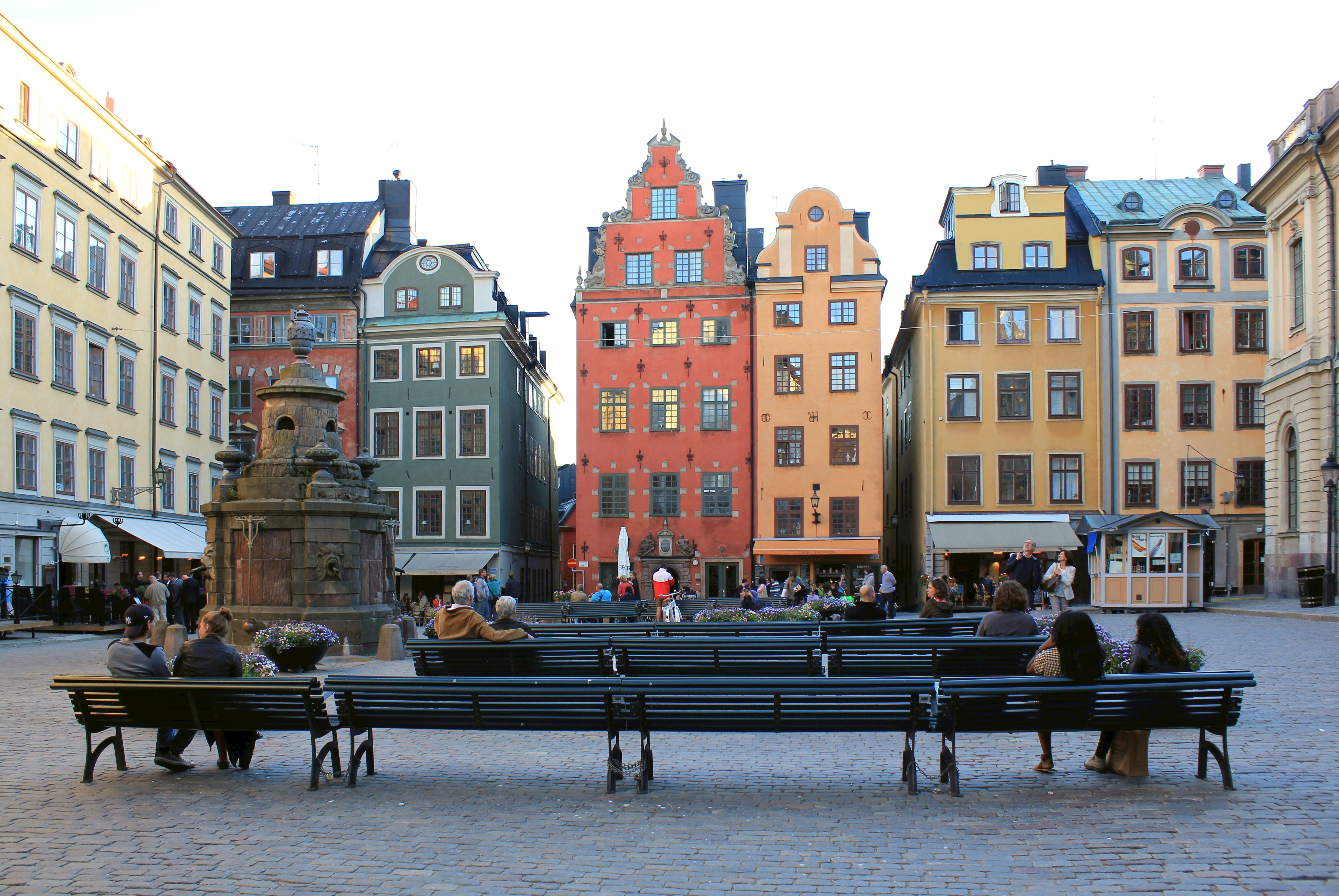
Mål: Stortorget i Gamla Stan.

Promenaden börjar i Gåshaga, ett område inom stadsdelen Käppala på södra Lidingö, där Lidingöbanan har sin sluthållplats.  Den tidigare industriverksamheten vid Gåshaga hade avvecklats under senare delen av 1990-talet och ersattes med början år 2000 av exklusiva, sjönära bostäder. Man promenerar en kort sträcka västerut längs Hustegafjärdens södra strand och svänger sedan mot sydväst och Långängens gård, vars huvudbyggnad uppfördes på 1770-talet och är numera café och värdshus. Lidingöloppets 30 km bana går förbi Långängens gård och vidare österut upp på Killingebergets topp. Området ingår i Långängen-Elfviks naturreservat som bildades 2008. Reservatet  omfattar en areal på totalt 440 hektar och sträcker sig även över Lidingös nordöstra del.
Södra Lidingöstråket går nu förbi Kottlasjöns norra sida genom sommarstugeområdet Trasthagen och förbi Kottlasjöns badplats. Sedan sträcker sig vägen västerut förbi Lidingö sjukhus och genom stadsdelen Larsberg med Lidingöbanans hållplats med samma namn. Namnet Larsberg har sitt ursprung i bergssträckningen Larsberg, uppkallad efter fabrikören Lars Fresk som ägde Elfviks gård. Nästa stadsdel är Baggeby, även där har Lidingöbanan en hållplats. Gångstråket följer nu Lilla Värtans strand och nedanför Herserudsklippan på vars topp skulptören Carl Milles lät uppföra 1908 sin och hustrun Olga Milles Millesgården. Millesgården var deras hem, ateljé och bostad fram till 1931. Intill ligger borgliknande Villa Foresta som uppfördes för Wilhelmina Skogh som privatbostad under åren 1908-1910, sedan 1957 hotell.
Nästa etappmål är Gamla Lidingöbron som anlades 1925 och tar hand om Lidingöbanan och gång- och cykeltrafik. Parallellt går Nya Lidingöbron från 1971 avsedd för fordonstrafik och ursprungligen en del av den aldrig fullbordade Rådmansleden. Södra Lidingöstråket svänger efter bron mot söder och sträcker sig genom Värtahamnen som betjänar främst passagerarfärjorna för rederiet Tallink Silja och Tallink som trafikerar Finland, Åland och Estland. Längre söderut ligger Stockholms frihamn som dock inte längre har en funktion som frihamn. Här märks byggnaden för Banan-Kompaniet där man tar emot och mognar bananer allt sedan 1927. Söder om hamnområdet ligger stadsdelen Gärdet och det stora grönområdet med samma namn som tidigare var ett militärt övningsfält. Man befinner sig nu i Kungliga nationalstadsparken. I väster syns Filmhusets karakteristiska arkitektur (arkitekt Peter Celsing) och i öster reser sig Kaknästornet (arkitekter Hans Borgström och Bengt Lindroos).
Södra Lidingöstråket har nu nått Diplomatstaden och Djurgårdsbrunnsviken. Diplomatstaden består av en äldre och en nyare del. Den äldre delen utmärks av tolv påkostade villor, ritade mellan 1910- och 1920-talen av kända arkitekter och byggda för huvudsakligen förmögna privatpersoner. Efter hand kom området dock att domineras av ambassader och residens. Under 1950-talet påbörjades uppförandet av  sju ambassadbyggnader norr om Dag Hammarskjölds väg. Här återfinns numera ambassaderna för bland annat USA, Tyskland, Italien, Japan, Finland och Norge.
Nere vid Djurgårdsbrunnsviken syns på vänster hand (mot öster) Sjöhistoriska museet, arkitekt Ragnar Östbergs sista stora verk och över viken skymtar Nordiska museets byggnad. Väster om Diplomatstaden passerar man Nobelparken som har sitt namn efter Alfred Nobel och det planerade Nobelpalatset, som dock aldrig byggdes. Parken är ett så kallat arboretum, det vill säga en studieplats för träd. Vad som gör parken speciell är att här finns ett exemplar av nästan alla träd som växer vilt inom Sveriges gränser. Promenaden går förbi Djurgårdsbron som stod klar till den stora Stockholmsutställningen 1897. Stråkets sista etapp är gemensam med Djurgårdsstråket och går längs med Strandvägens kaj, rundar Nybroviken, passerar Blasieholmen och Strömbron för att sedan leda förbi Stockholms slott, upp för Slottsbacken och fram till slutstationen Stortorget mitt i Gamla stan, där samtliga 19 gångstråken slutar.

## Bilder

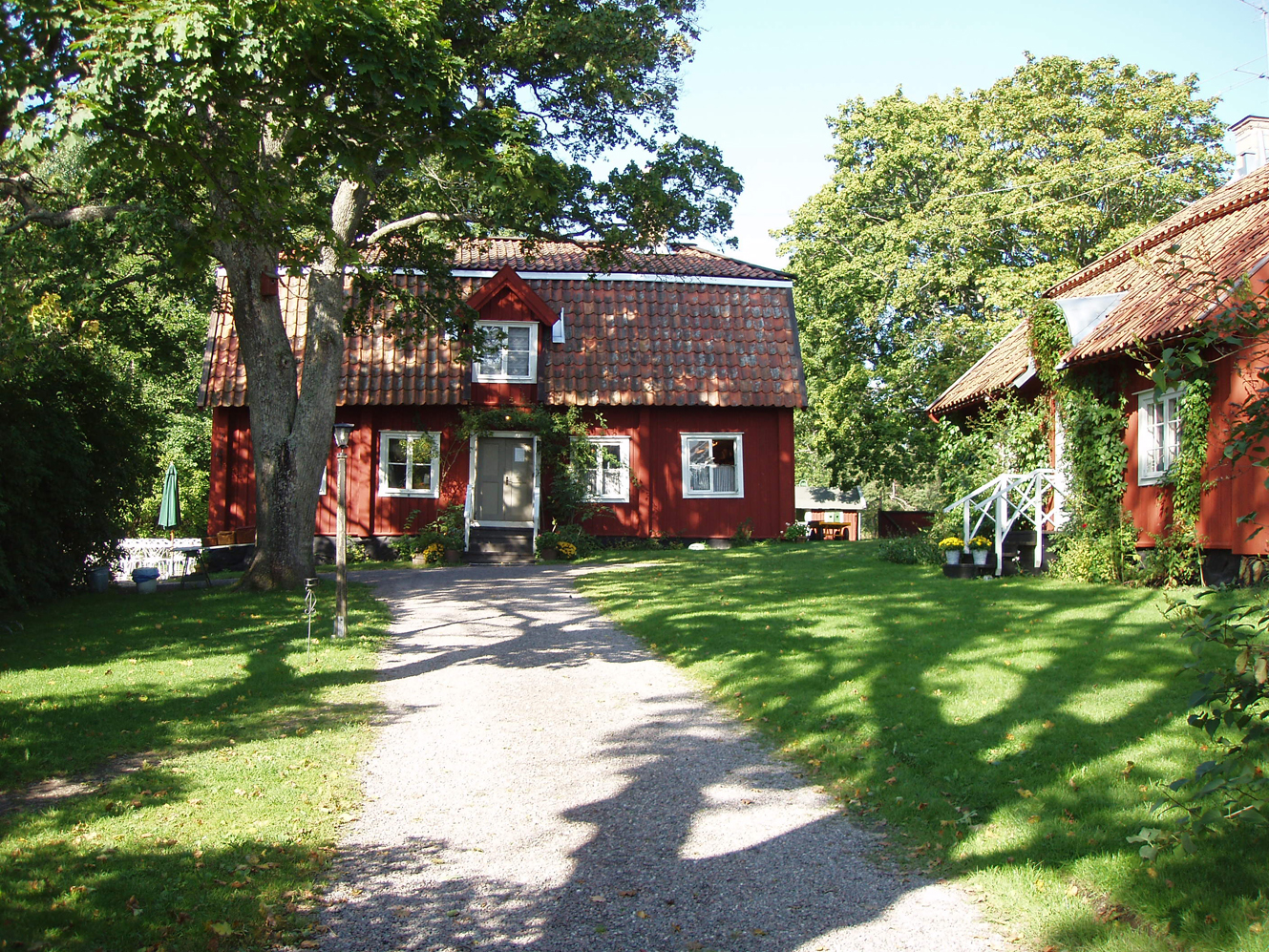
Långängens gård
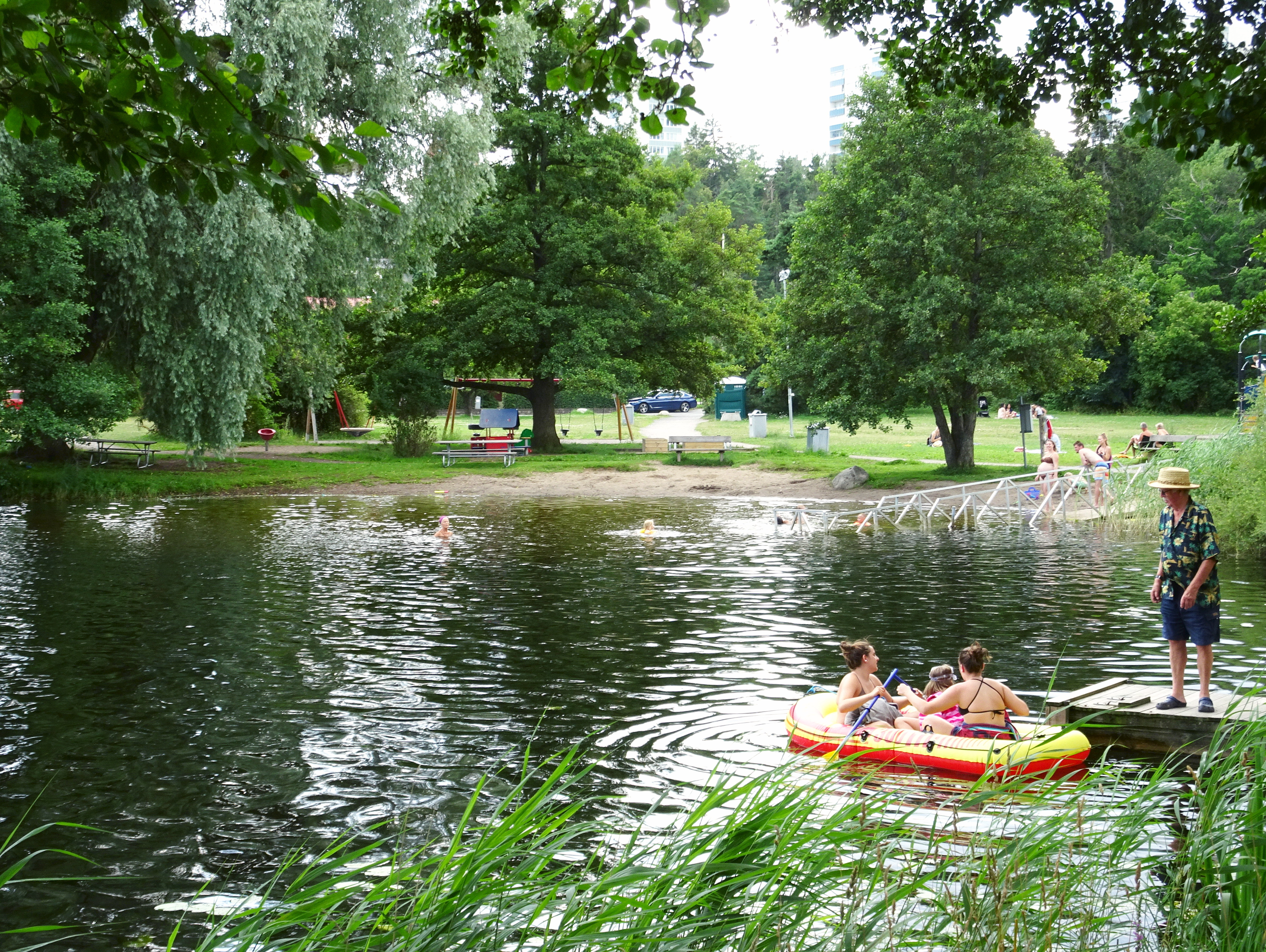
Kottlasjöns badplats.
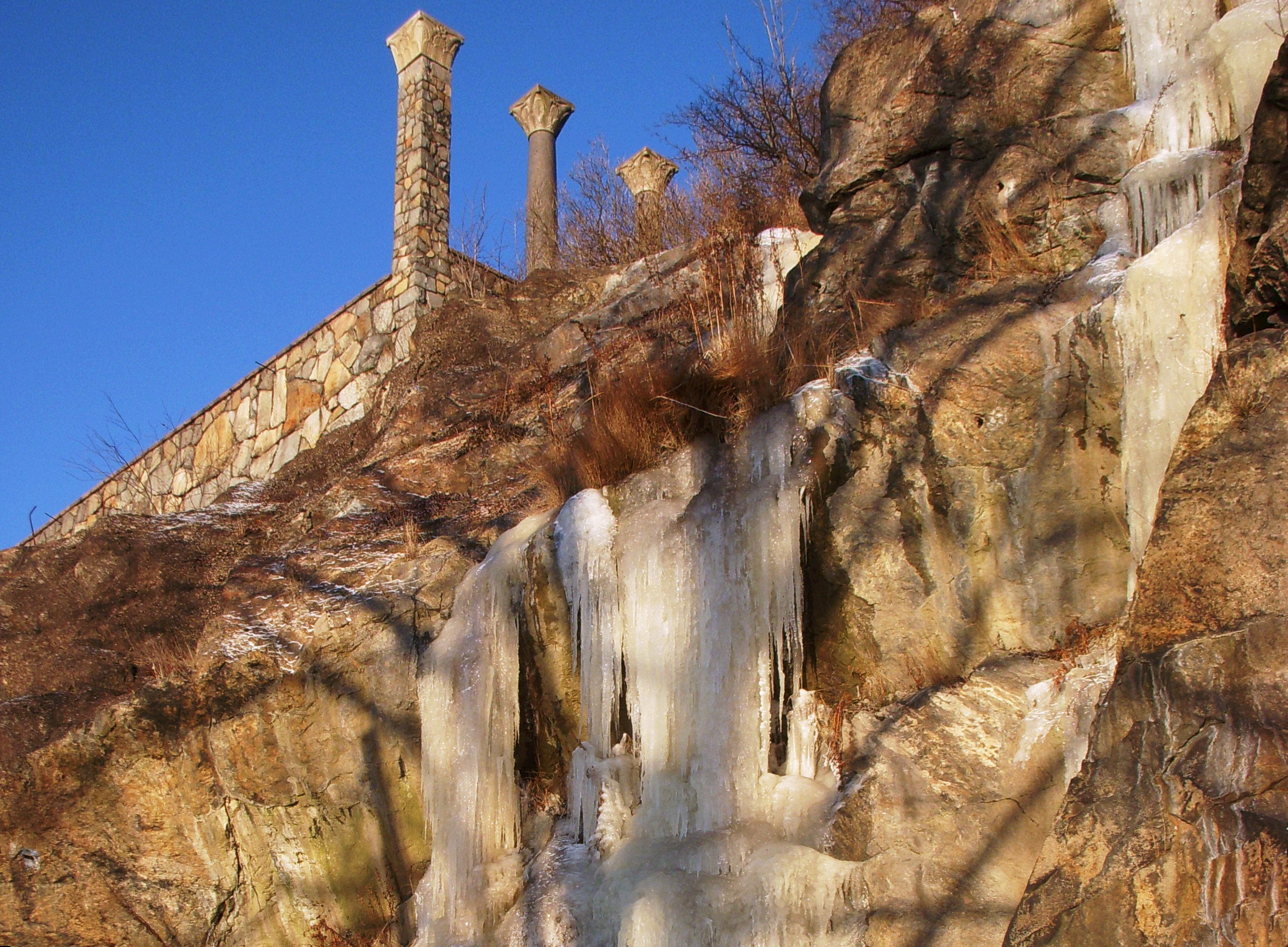
Herserudsklippan och Millesgården
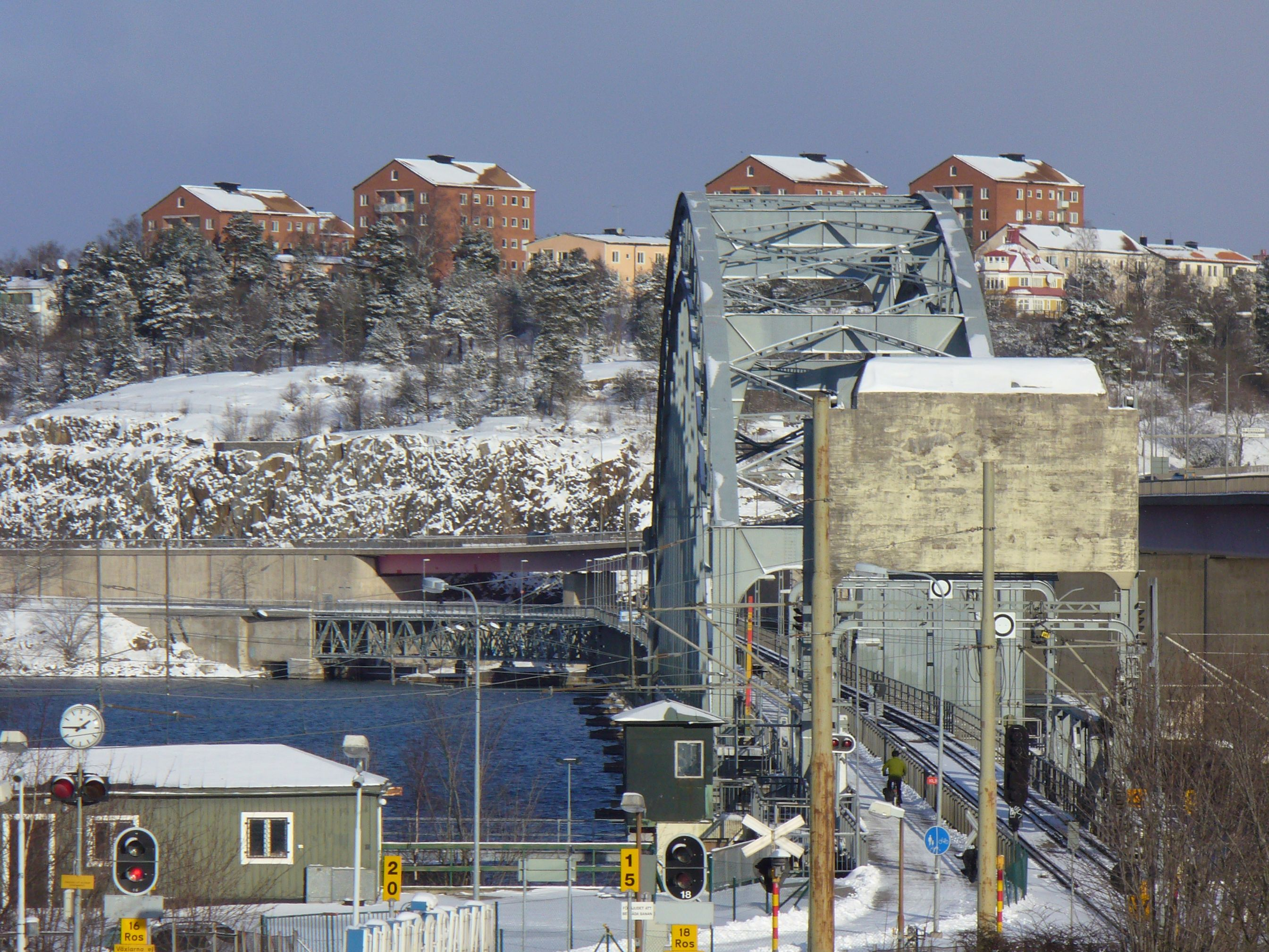
Gamla Lidingöbron

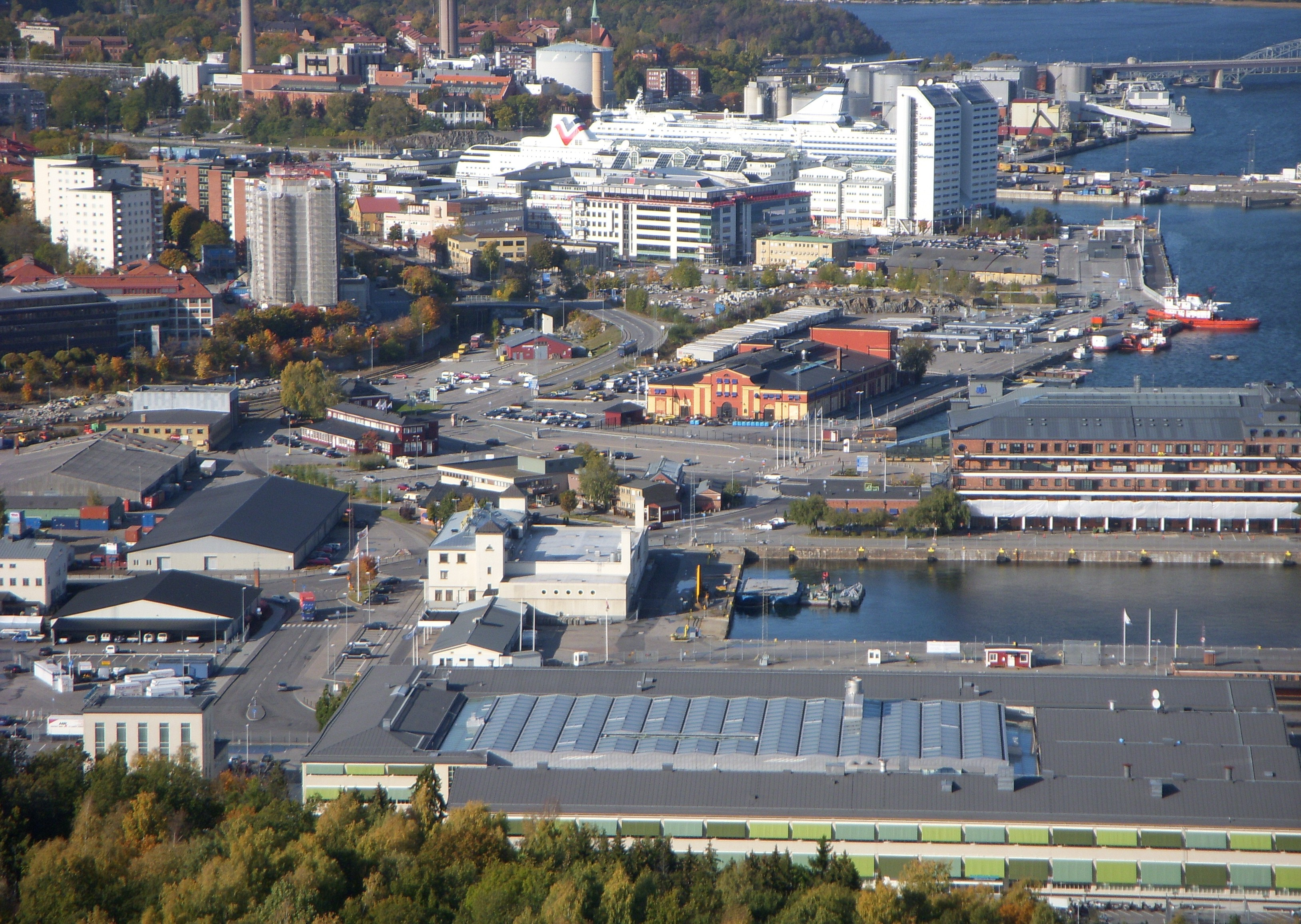
Värtahamnen och f.d. Frihamnen
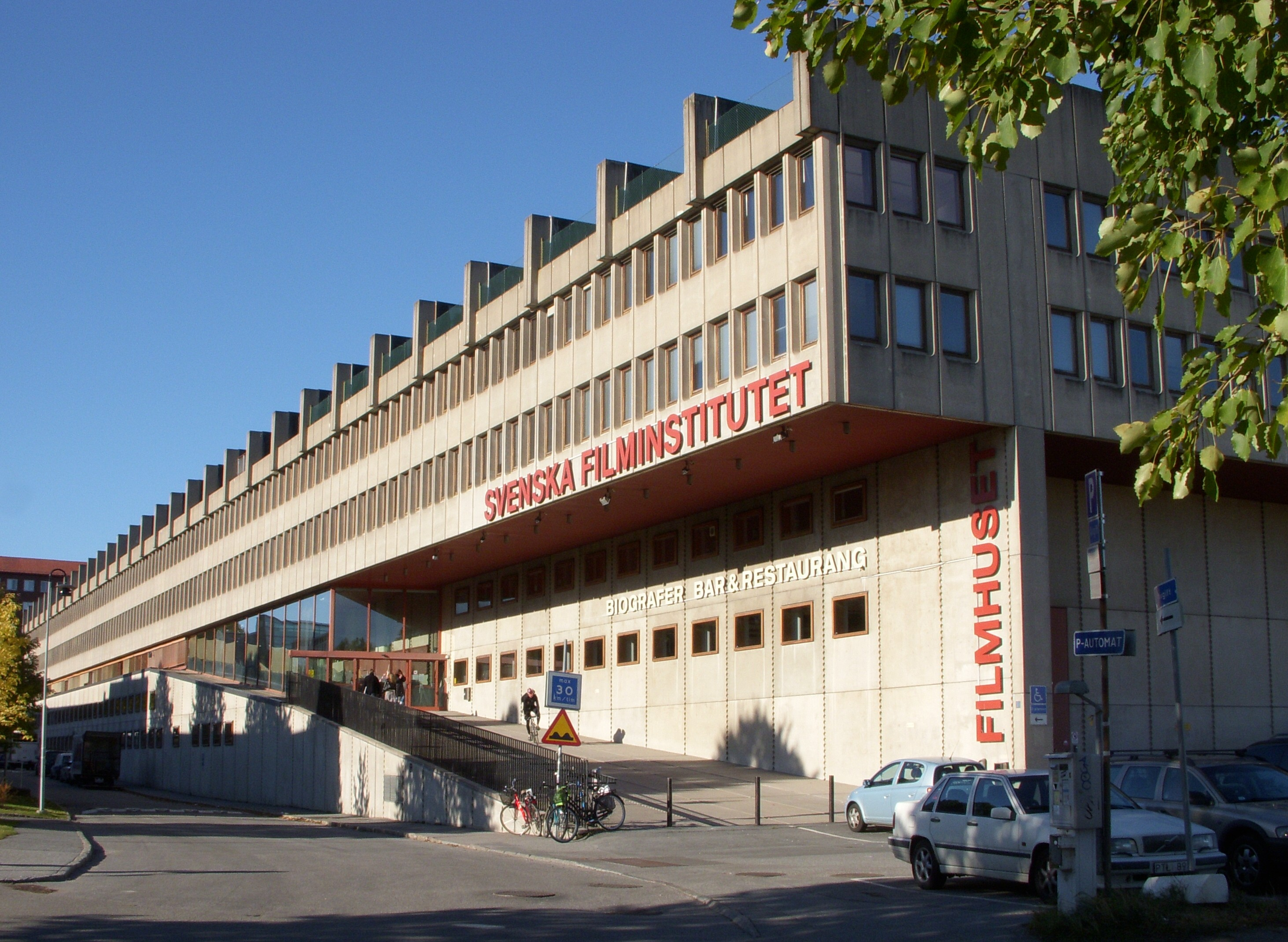
Filmhuset
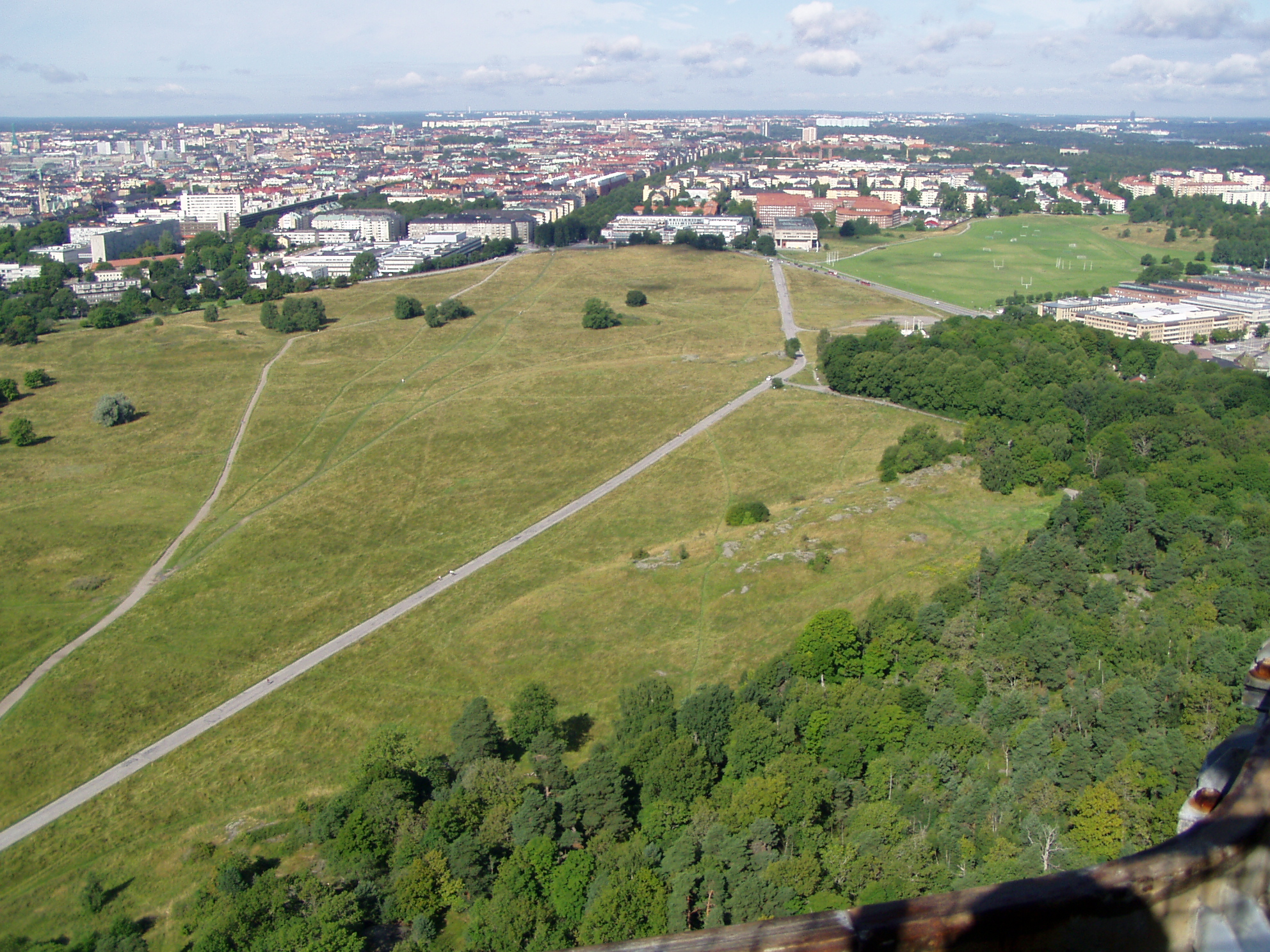
Ladugårdsgärdet
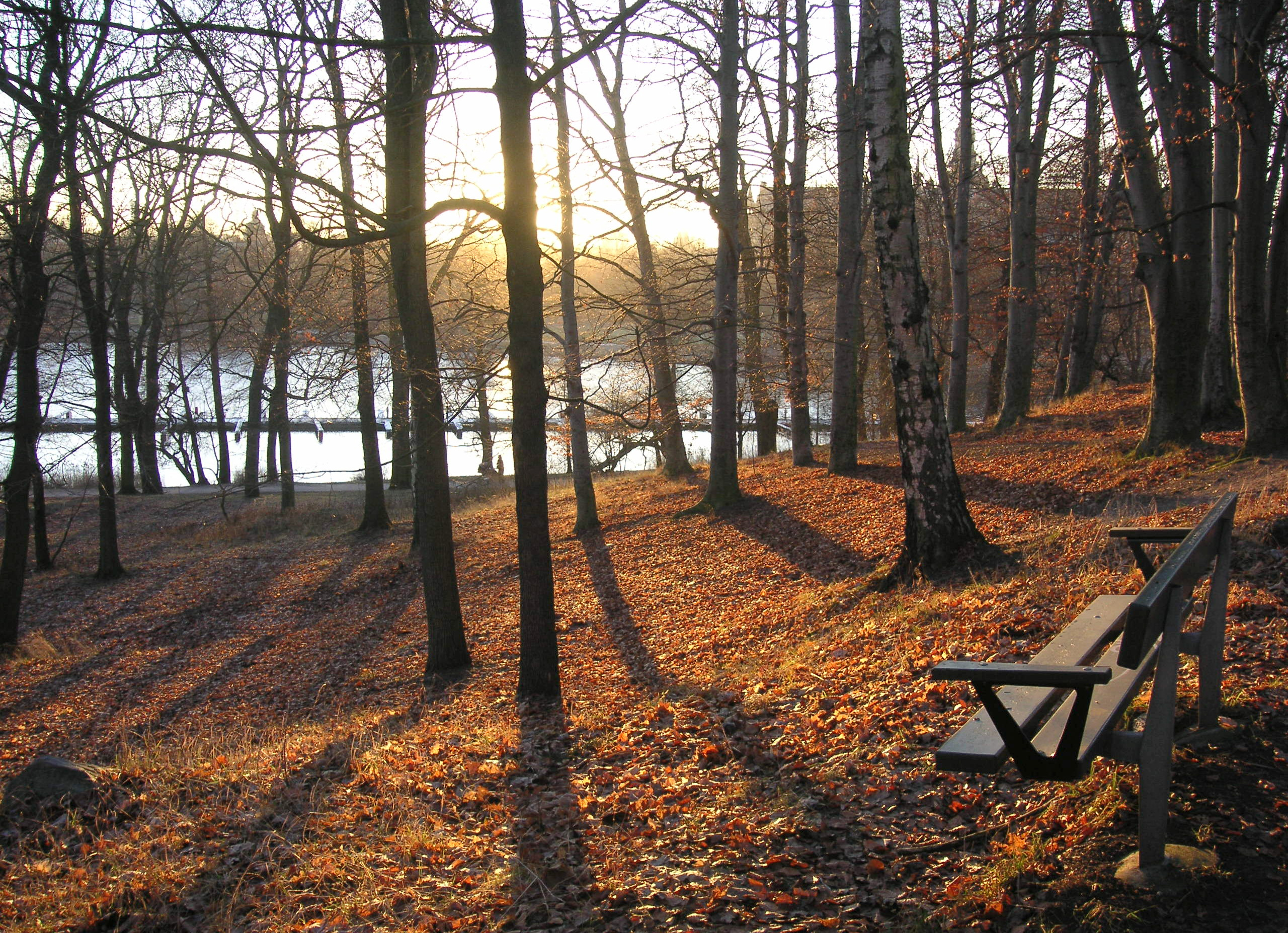
Nobelparken